# Pheia daphaena
Pheia daphaena là một loài bướm đêm thuộc phân họ Arctiinae, họ Erebidae.